# Nefelina
Nefelina (Na,K)(AlSiO4), também chamada de nefelita (do Grego νεφέλη, “nuvem”), é um feldspatóide: um aluminossilicato sub-saturado em silício,  Na3KAl4Si4O16, que ocorre em rochas intrusivas, em rochas vulcânicas, e seus pegmatitos associados.  
Os cristais de nefelina são raros e pertencem ao sistema hexagonal, normalmente se apresentando em forma de prismas curtos, de seis lados, terminados pelo plano basal.  No entanto, as figuras assimétricas produzidas artificialmente nas faces do prisma indicam que os cristais são hemimórficos e tetraédricos, sendo que o único elemento de simetria é o eixo hexagonal polar.  A nefelina é encontrada em agregados granulares compactos, e pode ser branca, amarela, cinza, verde e até mesmo avermelhada (na variedade eleolita).  A dureza é 5,5 – 6, e a densidade relativa 2,56 – 2,66.  É frequentemente translúcida com um brilho graxo.
O baixo índice de refração e a tênue dupla refração na nefelina são praticamente as mesmas do quartzo;  porém na nefelina o sinal da dupla refração é negativo enquanto que no quartzo é positivo, fazendo que os dois minerais sejam facilmente distinguíveis ao microscópio.  Uma importante propriedade determinante da nefelina é que esta é facilmente decomposta pelo ácido clorídrico, com formação de sílica gelatinosa (a qual pode ser prontamente tingido por corantes) e cubos de sal. Por esta razão, os cristais de nefelina se tornam turvos quando imersos em ácido. 
Embora o sódio e o potássio estejam sempre presentes em nefelinas de ocorrência natural na razão atômica aproximada (3:1), cristais preparados artificialmente têm composição NaAlSiO4; o composto correspondente de potássio, KAlSiO4, que é o mineral caliofilita, também pode ser preparado artificialmente.  Portanto, tem sido sugerido que a fórmula do ortossilicato, (Na,K)AlSiO4, representa a composição verdadeira da nefelina. 
A nefelina é especialmente suscetível a alteração e, em laboratório, vários produtos de substituição da nefelina podem ser facilmente preparados.  Na natureza é frequente observar alterações para zeólitas (especialmente a natrolita), sodalita, caulim e moscovita compacta. Gieseckita e liebenerita são pseudomorfos.
Distinguem-se duas variedades de nefelina, diferindo respectivamente na sua aparência externa e no modo de sua ocorrência, sendo análogas nestes dois aspetos à sanidina e ao ortoclásio. A nefelina vítrea tem a forma de pequenos grãos e cristais transparantes sem cor e com um brilho vítreo. É característico de rochas vulcânicas tardias ricas em álcalis tais como os fonolitos, basalto nefelínico, basalto leucítico, etc., e também em certas rochas que ocorrem em diques, como a tinguaíta. Os melhores cristais ocorrem em associação com mica, sanidina, granada, etc., em cavidades revestidas por cristais em blocos ejetados do Monte Somma do complexo Somma-Vesúvio. A outra variedade, conhecida como eleolita, ocorre em cristais grandes e ásperos ou, mais comumente, como massas irregulares opacas que têm um brilho graxo ou, em alguns casos, translúcidas com cores avermelhadas, esverdeadas, marrons ou cinzas.  É um constituinte essencial de certas rochas plutônicas alcalinas da série do sienito nefelínico, tipicamente encontradas na região sul da Noruega.  
A cor e o brilho oleoso da eleolita (nome dado por M. H. Klaproth, 1809, das palavras gregas para óleo [ἔλαίον] e pedra [λίθος]; Alemão: Fettstein) são devidos à presença de inúmeras inclusões microscópicas de outros minerais, possivelmente augita ou horneblenda.  Algumas vezes estas inclusões produzem um efeito cintilante, como de um olho-de-gato ou  cimofano.  As eleolitas, quando apresentam uma boa coloração verde ou vermelha, com uma banda luminosa distinta, são por vezes lapidadas em formas convexas.